# Grégoire Leleux
Grégoire Leleux, né le 20 septembre 1910 à Erre et mort le 23 décembre 1970 à Fenain, est un homme politique français.

## Biographie
Grégoire Leleux naît le 20 septembre 1910 rue Édouard-Vaillant à Erre, dans le Nord, d'Antoine Joseph Leleux, mineur, et d'Angélique Joseph Cotton, ménagère, nés, mariés et domiciliés en cette commune.
Après l'école primaire, il se syndique à la Confédération générale du travail unitaire puis adhère aux Jeunesses communistes. Il devient assez rapidement secrétaire de la section de Fenain, commune voisine d'Erre, dans laquelle il réside. Grégoire Leleux travaille commune ouvrier au lavoir des usines de La Renaissance à Somain. Membre du Parti communiste dès 1923, il devient un des dirigeants communistes du Nord. Il se marie à Erre le 2 mai 1931 avec Louise Tison. Délégué ouvrier permanent à partir de 1935, il fonde en 1936 la mutuelle du syndicat CGT des usines de Somain avec Georges Danglot.
Durant la Seconde Guerre mondiale, il est fait prisonnier en 1940 et est libéré trois ans plus tard. Il s'engage alors activement dans la résistance.
Il devient maire de Fenain en mai 1947. Divorcé, il se marie le 24 mars 1949 à Fenain avec Ludivine Mentel. En 1951, il devient conseiller général du Nord pour le canton de Marchiennes, il remplace Édouard Gaillard, par ailleurs conseiller municipal de Somain, démissionné d'office car condamné pour atteinte à la liberté du travail. De 1959 à 1967, il est membre de la commission fédérale de contrôle financier du Parti communiste dans le Nord.
Le 3 novembre 1960, il est arrêté par la direction de la Surveillance du territoire sur son lieu de travail aux usines de La Renaissance tandis que son domicile à Fenain est perquisitionné de 7 h à 14 h. La perquisition est en lien avec l'enquête menée à la suite de la découverte dans une carrière d'Argenteuil du corps du photographe polonais Wladimir Mroz le 27 octobre. Il est arrêté non pas pour être mêlé au crime mais pour avoir des attaches avec des personnes originaires de Pologne, dont le vice-consul. Avec sept autres personnes, Pierre Ambitte, chef d'équipe aux mines d'Anzin, domicilié en cette commune, et son épouse Stéfanie Zybura, le frère de celle-ci : François Zybura, contremaître à Onnaing, Josef Aronson, chômeur, de la rue Commines à Paris, Karol Barczewski, directeur technique, de Longjumeau, Jean Pawlowski, chercheur scientifique, de Bois-Colombes et Mathias Wistreich, pelletier, de Boulogne-Billancourt, Grégoire Leleux est placé sous mandat de dépôt après avoir été inculpé de trahison, d'espionnage et de complicité. Quelques jours plus tard, cinq autres arrestations ont lieu et sont suivies d'un mandat de dépôt, et enfin deux autres arrestations fin novembre. Un mois plus tard, son épouse indique que les accusations portées contre Grégoire Leleux sont sans fondement, celui-ci étant d'ailleurs finalement libéré sans qu'aucune suite ne soit donnée.
Grégoire Leleux est délégué du personnel jusqu'en 1961, date à laquelle il prend sa retraite. Il devient ensuite suppléant du député Arthur Ramette pour la quinzième circonscription du Nord, celle-ci regroupe alors les communes des cantons d'Arleux, Douai-Sud et Marchiennes. Il est élu dès le premier tous lors des élections cantonales de 1970.
Il meurt en cours de mandat à Fenain le 23 décembre 1970 et est inhumé dans le cimetière de cette commune. Sa mort, tout comme celle du communiste Lucien Gostiaux du canton de Valenciennes-Nord; provoque des tensions entre les fédérations communistes et socialistes en février 1971 lorsqu'il s'agit de réélire de nouveaux conseillers généraux. Robert Deneuvillers, adjoint au maire socialiste de Somain arrive en deuxième position avec 5 249 voix contre 7 407 au candidat du parti communiste, Anatole Huret, qui bénéficie de l'appui du parti socialiste, dont le candidat n'a recueilli au premier tour que 1 518 voix. Robert Deneuvillers est néanmoins élu.
Une rue porte son nom à Fenain ainsi qu'un stade tandis que dans la commune voisine de Somain, une rue de la cité de la Sucrerie est renommée en sa mémoire, située juste au sud de la gare. Les trois autres rues renommée de cette cité le sont en mémoire d'Édouard Gaillard, Marcel Cachin et Maurice Thorez, tous les quatre étant communistes.

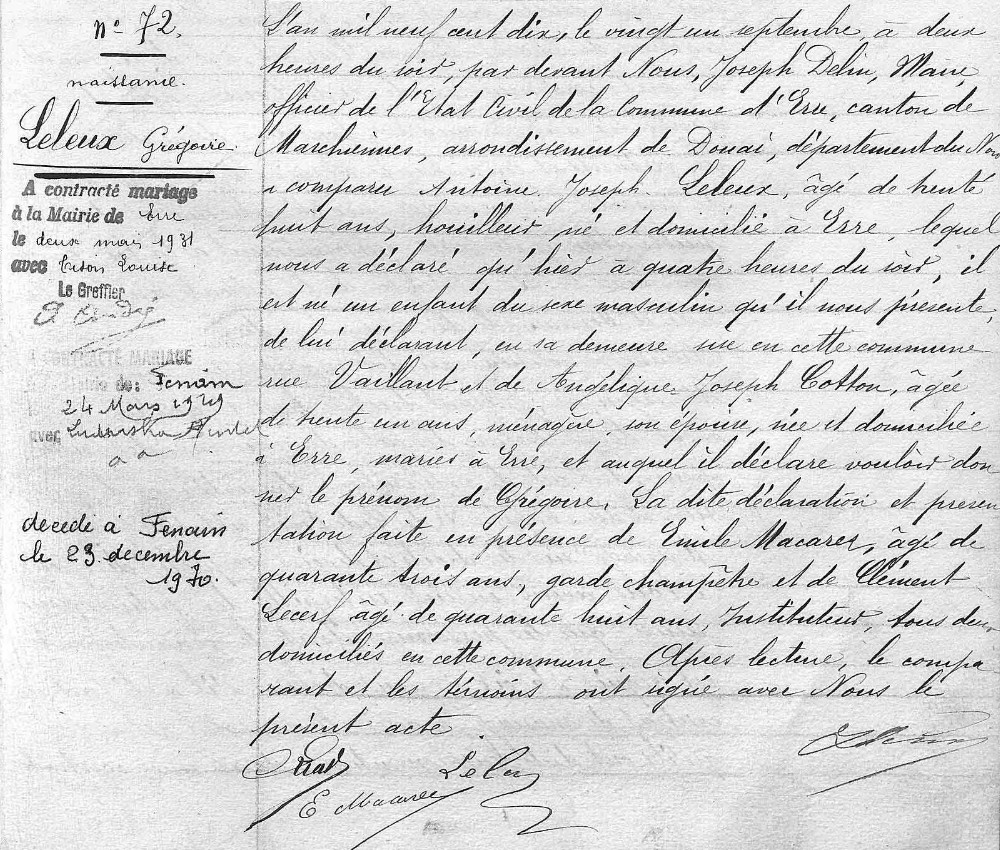
Acte de naissance enregistré le 21 septembre 1910 par le maire Joseph Delin.
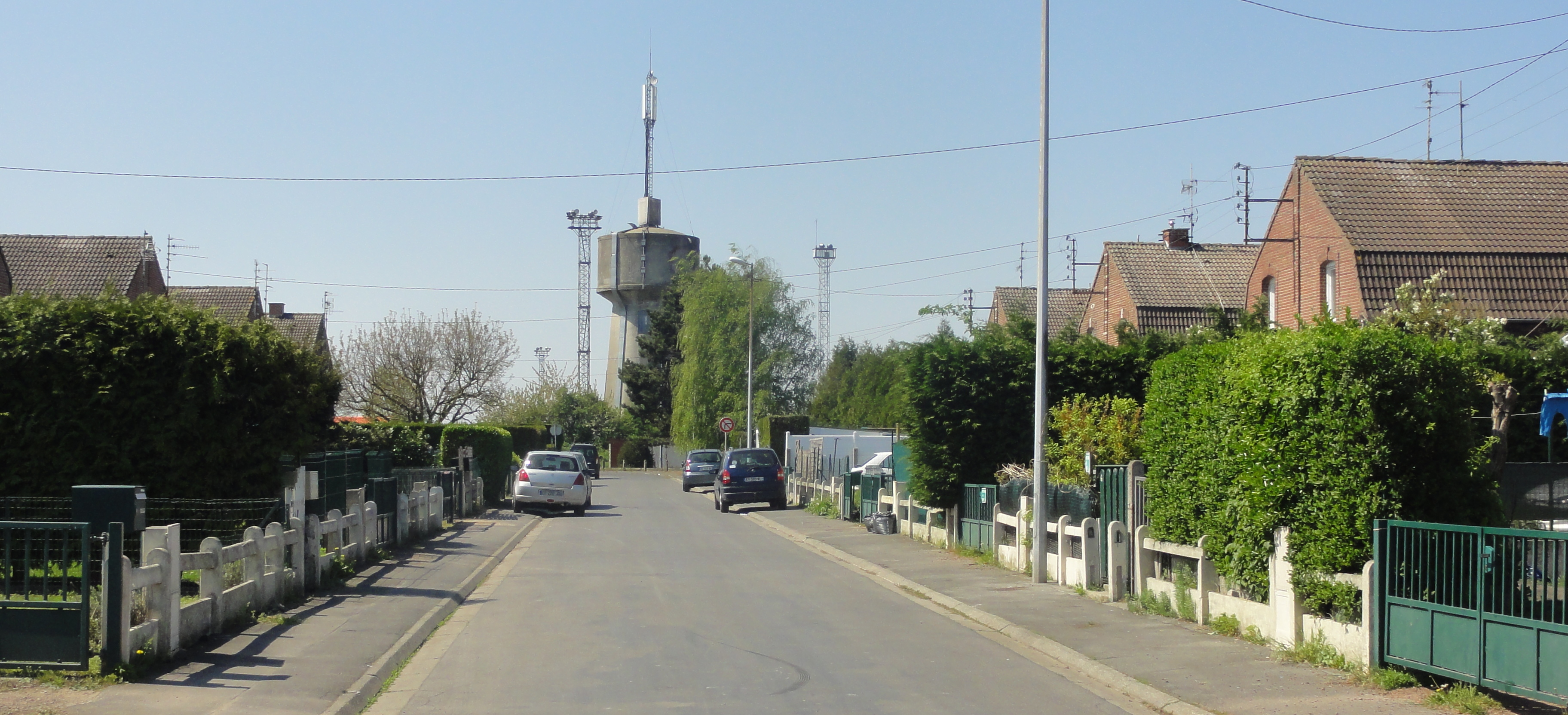
Rue Grégoire-Leleux, à Somain.
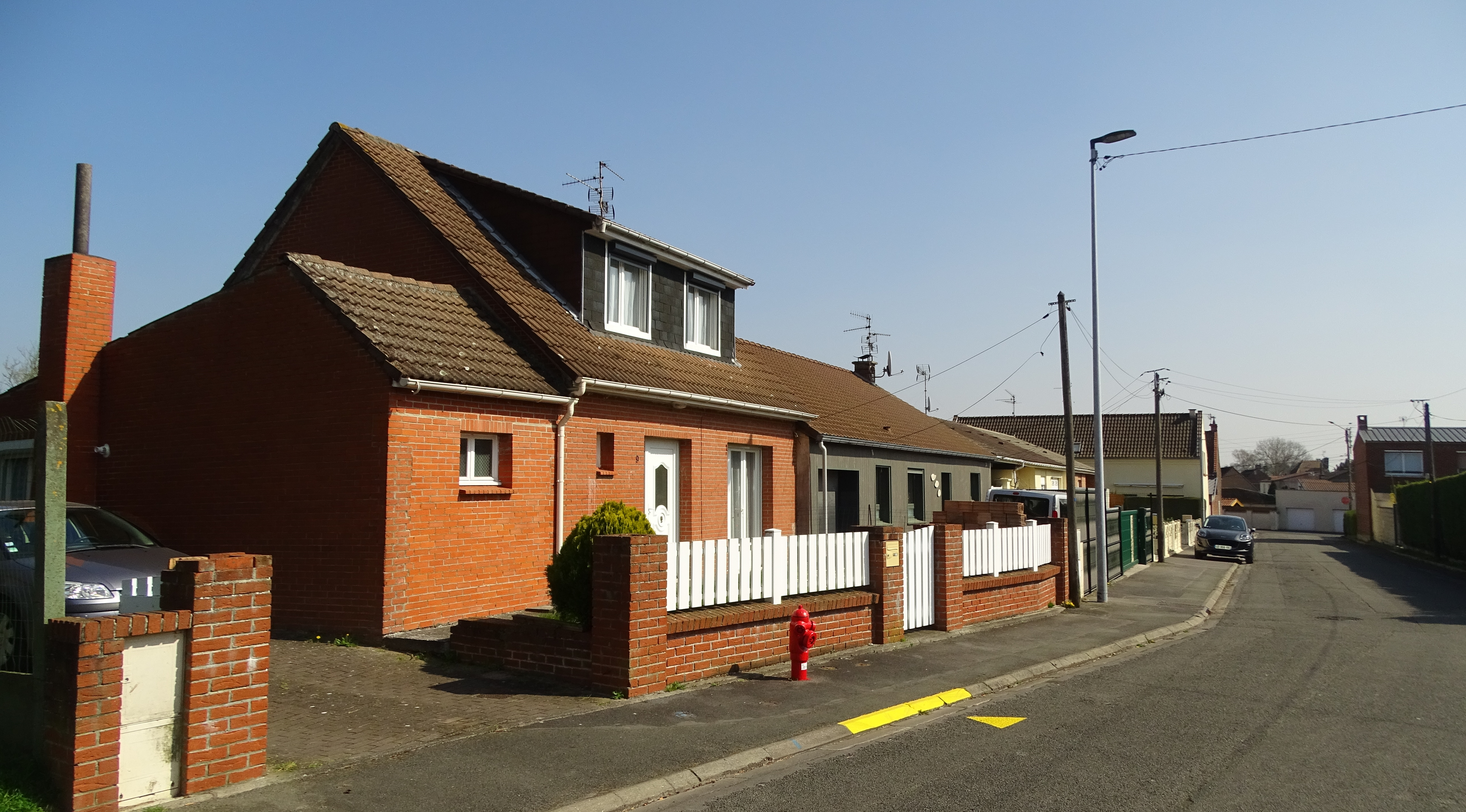
Rue Grégoire-Leleux, à Fenain.
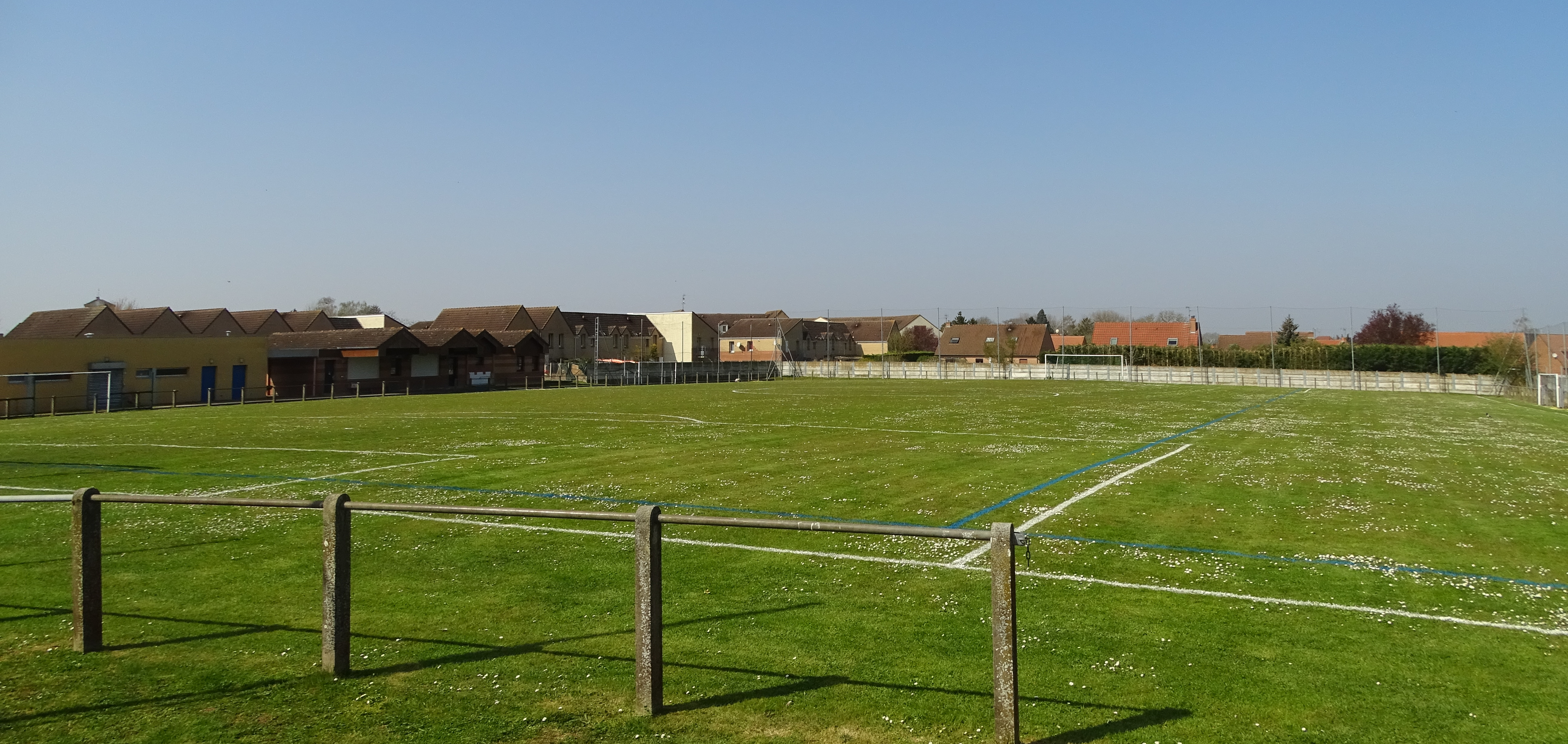
Stade Grégoire-Leleux, à Fenain.